# Bruschetta
La bruschetta è un piatto rustico, originatosi dalla necessità di conservare e riutilizzare il pane secco da parte dei contadini. Oggi è considerato un antipasto o un finger food.

## Etimologia
Bruschetta è termine di origine laziale-abruzzese, che ha conosciuto una diffusione panitaliana, e deriva da pane bruscato, ovvero pane abbrustolito.

## Ricetta
Consiste in una fetta di pane raffermo o arrostito sulla griglia o in forno, su cui viene strofinato a caldo uno spicchio d'aglio, il quale per il calore si fonderà col pane; la fetta viene successivamente condita con olio extravergine d'oliva e sale e anche pepe; l'olio deve essere il più saporito possibile; inoltre si può aggiungere pomodoro tritato e finocchio selvatico.

## Varianti regionali

### Abruzzo
In Abruzzo viene servita una variante della bruschetta fatta con la ventricina.

### Basilicata
Famosa è la fedda rossa, diffusa a Matera, condita con i classici ingredienti (olio, pomodoro, aglio e origano) ma esistono anche altre varianti che aggiungono purea di cicerchie, asparagi, lampascioni e peperoni cruschi.

### Calabria
In Calabria la bruschetta viene chiamata "fedda ruscia" (fetta abbrustolita), la si condisce semplicemente con pomodori, olio, sale, pepe e origano.

### Campania
La bruschetta, nata come spuntino per i lavoratori dei campi, è diffusa in Campania, dove si caratterizza per la presenza di pomodoro fresco, olio, aglio e talvolta origano. Diventata antipasto, la bruschetta campana oggi può comprendere alici, olive, formaggi (come scamorza e mozzarella) oppure anche creme o paté di peperoni, funghi, zucchine, melanzane a tocchetti, salumi.

### Piemonte
Un tipo di bruschetta, chiamata in piemontese Sòma d'aj ("carico d'aglio"), consiste in una fetta di pane abbrustolita su cui viene strofinato uno spicchio d'aglio.
Si tratta di una ricetta monferrina, langarola, saluzzese e pinerolese ed era tipica della vendemmia, in particolare durante il pranzo dei vendemmiatori, e solitamente era accompagnata da grappoli d'uva (dolcetto o moscato).

### Puglia
La bruschetta, cibo tipico degli agricoltori, era preparata riscaldando le fette di pane sulle braci dei camini di casa e condita con olio d'oliva e pomodori di produzione propria. Con la sua trasformazione in antipasto, sono nate molte varianti.

### Sicilia
Nelle sue varianti, quella più tradizionale utilizza i pomodorini di Pachino o ciliegino, la cipolla rossa, il basilico fresco (o l'origano) e l’olio extravergine d’oliva. I pomodorini, tagliati a piccoli cubetti insieme alla cipolla, vengono conditi in una ciotola con olio extravergine di oliva, un pizzico di sale e qualche foglia di basilico spezzettata a mano, che rilascerà il suo profumo aromatico. Si può anche sostituire o affiancare il basilico con un pizzico di origano secco, per un tocco più rustico. Si lascia riposare il condimento per una decina di minuti, in modo che i sapori si amalgamino, si versa su fette di pane casereccio, meglio se leggermente raffermo, abbrustolite che vanno strofinate con uno spicchio d’aglio.

### Toscana

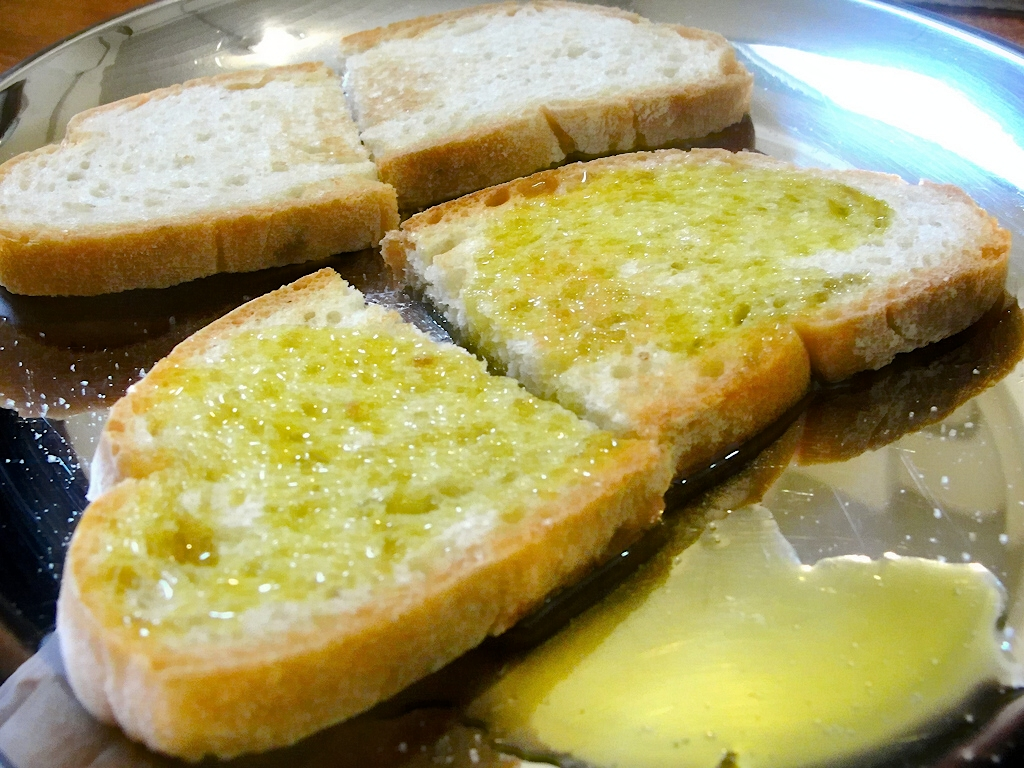
Fettunta toscana, talvolta chiamata bruschetta

In Toscana la bruschetta è nota come fettunta (o fett'unta), specie nelle zone prossime a Firenze, e non ha altri ingredienti che pane toscano sciocco (raffermo, oppure fresco abbrustolito), aglio, olio, sale e pepe. Altrove è chiamata panunta (o panunto) e può accompagnarsi, come nella vicina Umbria, con una cucchiaiata di fagioli al fiasco. Alcune rare varianti prevedono l'uso di prosciutto e salsiccia. Il pane toscano sciocco, se fatto con farine di buona qualità, si conserva a lungo e si tosta facilmente, diventando morbido dentro e croccante sulla crosta.
Anche in Maremma si ritrova l'uso della bruschetta, che si associa ai carbonai che portavano il carbone di legna fine (chiamato brusca o brusta) casa per casa e con il quale si accendevano i caminetti; sulle braci del caminetto si abbrustoliva il pane casalingo sciocco.